# Palazzo Isimbardi
Palazzo Isimbardi, anche palazzo della Provincia, è un edificio storico di Milano situato in corso Monforte n. 35, sede della città metropolitana di Milano.

## Storia

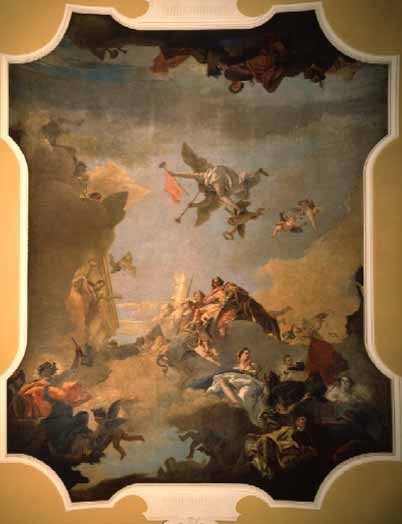
Apoteosi di Angelo della Vecchia nel segno delle virtù, dipinto di Giambattista Tiepolo nella Sala del consiglio

Sebbene non vi siano documenti ad attestare la cosa, il nucleo primitivo del palazzo sarebbe sorto nel XV secolo come residenza di Cicco Simonetta, consigliere di Francesco Sforza. Il primo documento in cui viene menzionato il palazzo risale alla fine del XV secolo e testimonia il passaggio del palazzo a un discendente del proprietario Gerolamo Pallavicino, alla cui famiglia rimase fino alla metà del XVI secolo, quando fu venduto alla famiglia Taverna, che utilizzò il palazzo come dimora suburbana: durante i primi decenni dopo l'acquisto, il palazzo fu molto rimaneggiato grazie alle ingenti ricchezze accumulate dalla famiglia. 
Nel 1607, braccato, si rifugiò qui il nobile Gian Paolo Osio, amante della monaca di Monza e autore di diversi delitti: sperava di trovare ospitalità presso i Taverna, che invece lo uccisero a tradimento negli scantinati del palazzo. Estinta la famiglia Taverna per successione maschile, dopo alcuni rapidi passaggi il palazzo fu acquisito nel 1731 dalla famiglia Lambertenghi che, pur soggiornandovi solo 50 anni, lo rimaneggiò pesantemente, per poi venderlo alla famiglia Isimbardi, di cui porta attualmente il nome. 
Anche la famiglia Isimbardi fece eseguire alcuni lavori di restauro: il principale è il rifacimento della facciata verso il giardino. Nel 1908, alla morte senza eredi di Luigi Isimbardi, il palazzo fu venduto all'industriale Franco Tosi, da cui nel 1935 lo acquistò la provincia di Milano, che ne fece la sua sede. In seguito, con la soppressione della provincia di Milano, è divenuto sede della città metropolitana di Milano.

## Descrizione

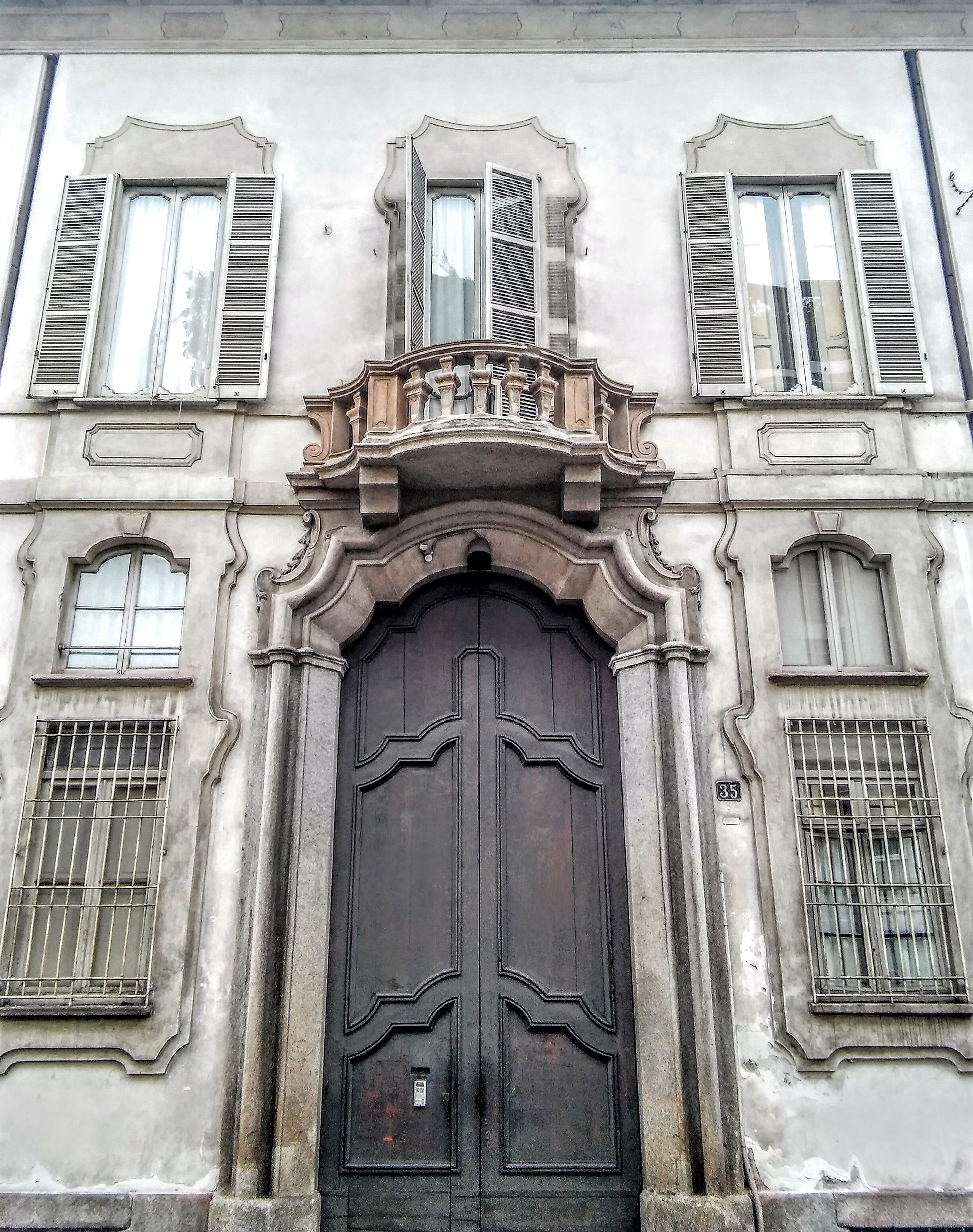
Il portale

La facciata sulla via, risalente al XVIII secolo, tra i migliori esempi di barocchetto lombardo in città, è a due piani decorati con fregi e con cornici di stucco; il portale in pietra è sormontato da un balcone con balaustri riccamente decorato. Il cortile interno è un quadriportico a pianta quadrata, con colonne di ordine dorico in granito che sostengono archi a tutto sesto. Le volte del porticato presentavano una decorazione pittorica a fresco tipicamente rinascimentale, riemersa in parte in occasione di restauri e di modifiche condotti nel 1939, quando l'architetto Giovanni Muzio realizzò un ampliamento prospettante sulla via Vivaio. Nella fronte sul giardino, il palazzo presenta una facciata neoclassica con pianterreno bugnato, con il corpo centrale sormontato da un monumentale timpano. Notevoli sono le decorazioni interne, soprattutto quelle nella Sala degli affreschi con opere del Morazzone, nella Sala del consiglio con l'affresco dell'Apoteosi di Angelo della Vecchia nel segno delle virtù di Giambattista Tiepolo, in altro ambiente l'Episodio dei Visconti di Francesco Hayez. All'interno sono anche alcune sculture di Ivo Soli (1898-1976).

## Leggenda
La tradizione narra che lo spettro di Gian Paolo Osio, amante della monaca di Monza, vagherebbe nella cantina di Palazzo Isimbardi.